# 沖コムテック
株式会社沖コムテック（おきコムテック）は、埼玉県蕨市に本社を置く沖電気工業の子会社。沖電気工業が製造・販売する通信事業者向けの通信機器の設計・開発を行っている。

## 沿革
- 1999年 ‐ 株式会社沖テック及び株式会社システック東京を合併し設立。
- 2000年 - 沖電気工業よりサービス部門の一部を譲受し、業務開始。
- 2002年 ‐ 名古屋技術センタを株式会社ウォンツ (装置開発企業)、プリント基板設計部門を株式会社シーエイ・テクノ、サービス部門を株式会社シーエス・テクノとし、それぞれ独立会社として業務開始。 福岡技術センタを株式会社沖ネットワークエルエスアイ、設計エンジニアリングサービス・ソリューションサービス事業を株式会社沖テクノクリエーションへ移管。
- 2004年 ‐ 本社を埼玉県蕨市へ移転。